# Basic Element
Basic Element — популярная шведская группа, исполняет музыку в стилях евро-хаус и электро-хаус. В данный момент в состав группы входят Петер Телениус, Йонас Вессландер и Линда Телениус.

## История группы
Группа сформировалась в середине девяностых годов.
Питер и Сезар родились в Мальме и работали в Голландии, но не добившись успеха и денег, вернулись в Швецию. На Родине они решили стать поп-звёздами. Зетму они нашли посредством службы занятости. В этом составе в середине 1993 года они начали запись своего первого сингла — «Move Me», который и вышел в конце 1993 года под известным лейблом EMI, благодаря большой помощи продюсера Стефана Андерссона (Stefan Andersson). Имя группы имеет довольно смешное происхождение. Одной из больших проблем как и для многих других команд, был поиск названия для группы, по этому поводу велись большие споры между участниками. В один «прекрасный» момент у Сезара в руках сгорел радиатор (element в Швеции) и участники группы решили включить это слово в название.
Настоящую популярность и известность группе принес их следующий сингл, вышедший уже в конце 1993 — начале 1994 года. Сингл «Promise Man» очень долго был в ротации радиостанций всей Европы и попал во многие хит-парады. На обложках первых двух синглов мы можем видеть двух девушек — Зетму и ещё одну, которая покинула группу ранее выхода первого альбома.
В середине 1994 года выходит 3й сингл группы — «Touch» и самое главное 1й альбом группы — «Basic Injection», который содержал все уже вышедшие песни и будущий сингл «Leave It Behind». Альбом имел очень большой успех и группа окончательно вошла в число лучших Евродэнс-групп, так как в год самого большого расцвета евродэнса пробиться наверх было очень тяжело. В 1995 году беременную Зетму (Zetma Prenbo) сменила Занет Спарелл (Saunet Sparrell) и группа занялась записью второго альбома. Продюсер группы Стефан Андерссон выступил как соавтор песен. Вначале они хотели записать хаус-трек, но идея провалилась и в результате вышел сингл «The Ride», который стал первым релизом со второго альбома группы и первой песней с голосом Занет. С альбома «The Ultimate Ride» вышли также синглы «The Fiddle», «This Must Be A Dream», «Queen Of Love».
В 1995 году взгляды Питера и Сезара по многим вещам разошлись слишком далеко и начались тяжелые споры между ними. В конце концов Сезар покидает группу, после чего следуют судебные процессы между ними, в результате которых имя «Basic Element» отходит к Питеру и он заканчивает вместе с Занет сингл «Queen Of Love» без Сезара.
В 1996 году выходит 3й альбом группы — «Star Tracks», первый сингл с него — «Shame» разительно отличается от предыдущих произведений, и выдержана в диско стиле — 70х гг. . Кроме этого на альбоме есть несколько баллад, как например сингл «Heaven Can’t Wait» и инструментальных треков с сильным drum’n’bass влиянием. Только вышедший следом сингл «Rule Your World» был настоящим евродэнсом.
После перерыва, в 1997 году Петрус выпускает сольный альбом. Basic Element возвращается уже в 1998 году, с альбомом выпущенным уже Universal Records и новой вокалисткой, так как Занет покинула группу. Мари Фредрикссон (Marie Fredriksson), так звали новую вокалистку, Петрус нашёл во время прослушивания в студии, её голос был похож на голос Занет и понравился ему. С альбома названного — «Earthquake», вышли 2 сингла «Rock The World» и «Love 4 Real», но они не имели большого успеха, как впрочем и весь альбом.
В феврале 2007 года после долгого творческого перерыва группа выпустила пятый альбом «The Empire Strikes Back». В ноябре 2008 года группа закрепляется на сцене с уже шестым по счёту альбомом «The Truth». Новый альбом в целом развивает удачное звучание, ставшее визитной карточкой группы для массового слушателя. Весной 2009 года стал довольно популярен новый сингл группы «Touch You Right Now». Андреа Мирандер покинула группу в 2010 году.
2014 год, июнь. Андреа Мирандер возвращается и начинает выступать с группой, привычное трио опять в сборе.
2016 год, в группе место Андреи Мирандер занимает жена Петера Телениуса Линда, состав группы опять изменился.

## Студийные альбомы
- 1994 — Basic Injection
- 1995 — The Ultimate Ride
- 1996 — Star Tracks
- 1998 — Earthquake
- 2007 — The Empire Strikes Back
- 2008 — The Truth

## Синглы
- 1993 — Move Me
- 1993 — The Promise Man
- 1994 — Touch
- 1994 — Leave It Behind
- 1994 — The Ride
- 1995 — The Fiddle
- 1995 — This Must Be A Dream
- 1995 — Queen Of Love
- 1996 — Shame
- 1996 — Rule Your World
- 1996 — Heaven Can’t Wait
- 1998 — Rok The World
- 1999 — Love 4 Real
- 2005 — This Must Be A Dream 2005
- 2006 — Raise The Gain
- 2006 — I’ll Never Let You Know"
- 2007 — To You
- 2008 — Feelings
- 2008 — Touch You Right Now
- 2009 — Touch You Right Now (Thelenius vocal)
- 2009 — The Bitch
- 2009 — Game Over
- 2010 — Got U Screaming
- 2011 — Turn Me On
- 2012 — Shades (featuring. Max C)
- 2014 — Someone Out There
- 2016 — Good to You
- 2022 — Life is Now